# Ledeni sveci
Ledeni sveci su tri (ili regionalno ponekad i četiri ili pet) imendana svetaca u svibnju. Ledeni sveci su u Srednjoj Europi meteorološke singularnosti. Prema pučkoj predaji ili iskustvu blago je proljetno vrijeme tek nakon „hladne Sofije“ stabilno, a do tada moguće je hladno vrijeme i mraz:
1. Sveti Mamericije – 11. svibnja
2. Sveti Pankracije – 12. svibnja
3. Sveti Servacije – 13. svibnja
4. Sveti Bonifacije – 14. svibnja
5. Sveta Sofija – 15. svibnja

Sveci su bili biskupi i mučenici u 4. i 5. stoljeću.

## Vanjske poveznice
- Zvonik  Arhivirana inačica izvorne stranice od 12. prosinca 2012. (Wayback Machine)